# Parcul Rozelor
Parcul Rozelor, cunoscut anterior drept Parcul trandafirilor, Rosarium, Parcul de Cultura și Odihnă „Ștefan Plavăț” și Parcul de Cultură este unul din parcurile din Timișoara.

## Istoric
Parcul a fost înființat în 1891, odată cu Parcul Copiilor, cu ocazia Expoziției Universale (industrială, comercială și agrară), când aici au fost realizate aranjamente florale de către grădinarii Wilhelm Mühle, Franz Niemetz și Beno Agatsy. Florile au fost admirate de Franz Joseph, care a vizitat expoziția. Amenajarea peisagistică a parcului a început în 1929 de către arhitecții peisagiști Árpád Mühle, fiul lui Wilhelm Mühle, și Mihai Demetrovici, șeful serviciului de horticultură din perioada respectivă. Parcul a fost amenajat în stil englezesc, cu alei, baldachine și rondouri de trandafiri. În perioada interbelică numele parcului era Rosarium și aici existau peste 1200 de varietăți de trandafiri, etichetate. Tot în această perioadă a fost amenajat teatrul în aer liber.
În 1944 parcul a fost distrus în urma bombardamentelor. După al Doilea Război Mondial parcul a fost refăcut, în el organizându-se diverse spectacole în aer liber. Tot în parc exista o bază sportivă, amenajată iarna ca patinoar, iar vara ca teren de tenis.
În 2012 parcul a fost reamenajat. Imediat lângă intrarea principală, din str. Academician Alexandru Borza, se află busturile lui Wilhelm Mühle (1844–1908), dezvelit la 2 august 2013 și Árpád Mühle (1870–1930), dezvelit la 1 august 2014.

## Manifestări culturale
Actual în parc se organizează numeroase evenimente culturale, ca Festivalul Inimilor (festival internațional de folclor), Festivalul Folclorului Minoritatilor Etnice și chiar și Festivalul Gastronomic.

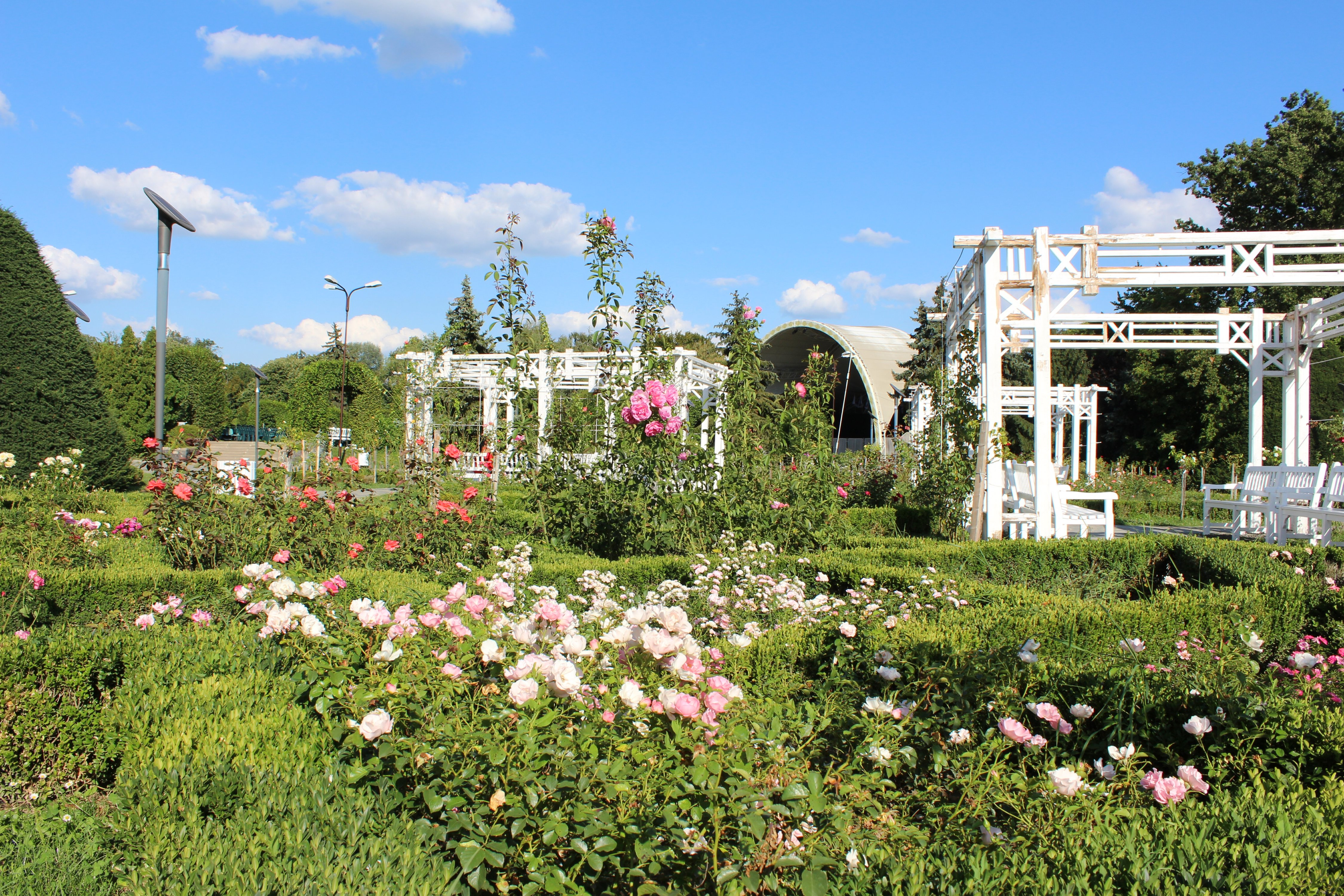
Trandafiri
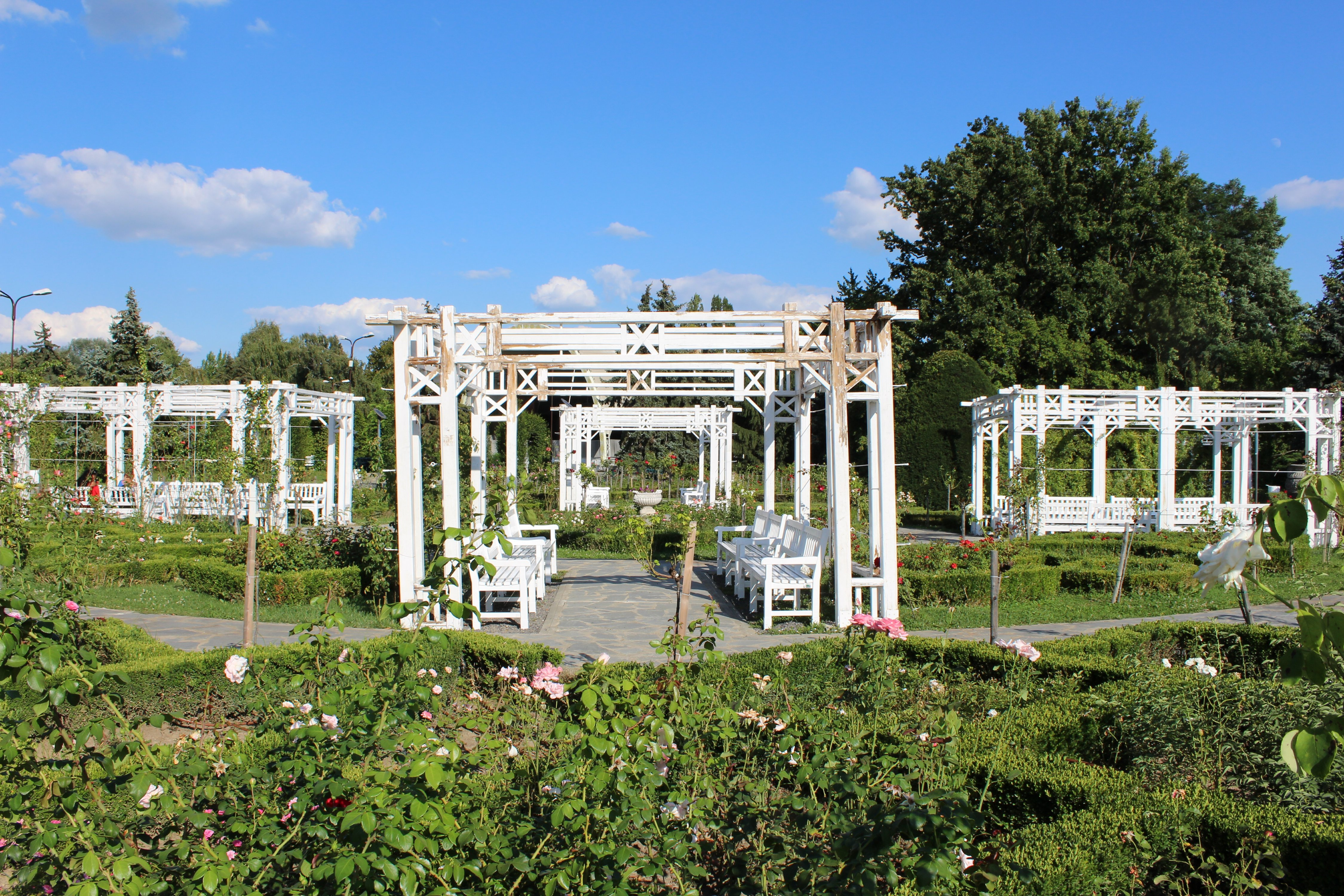
Baldachine
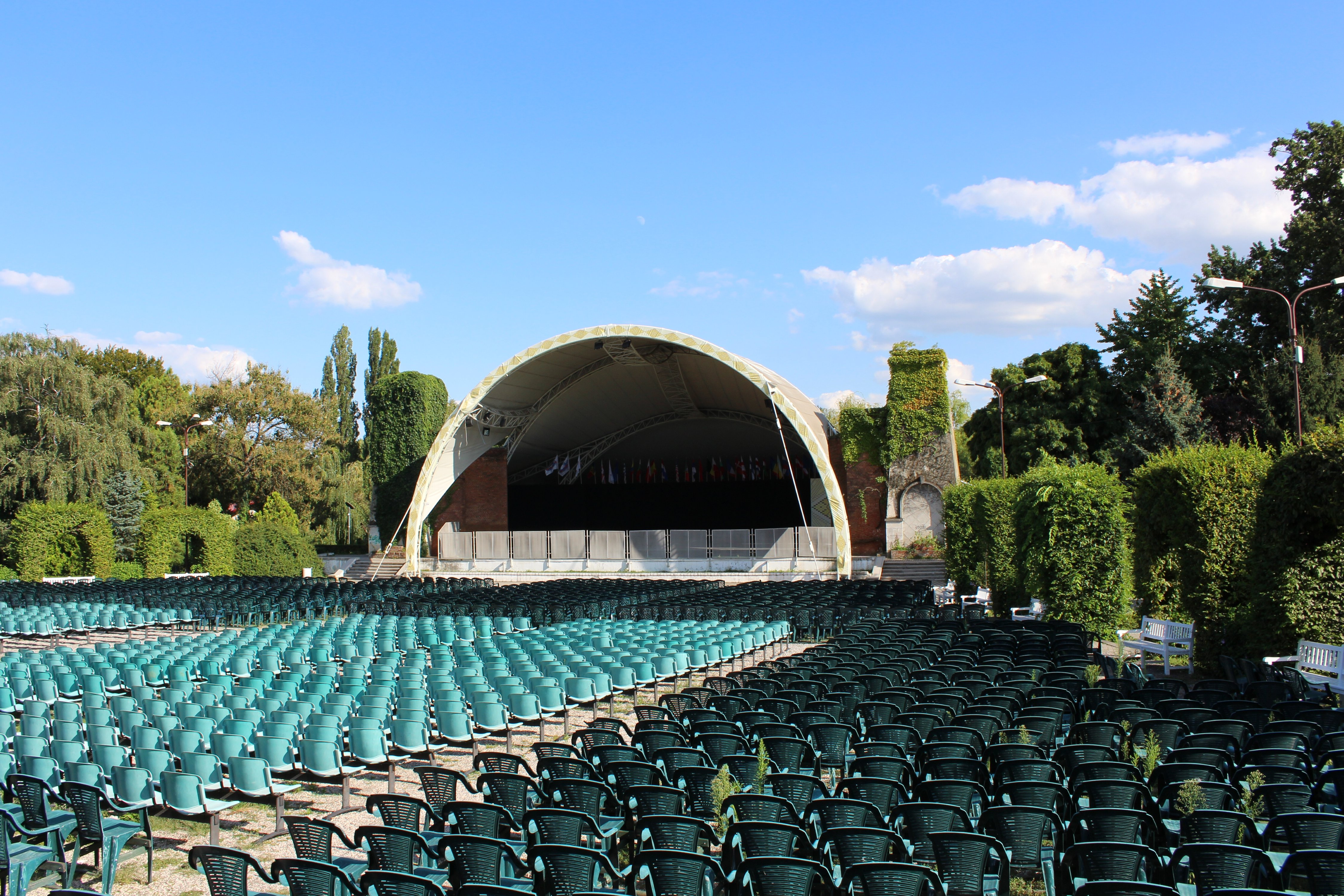
Teatrul în aer liber
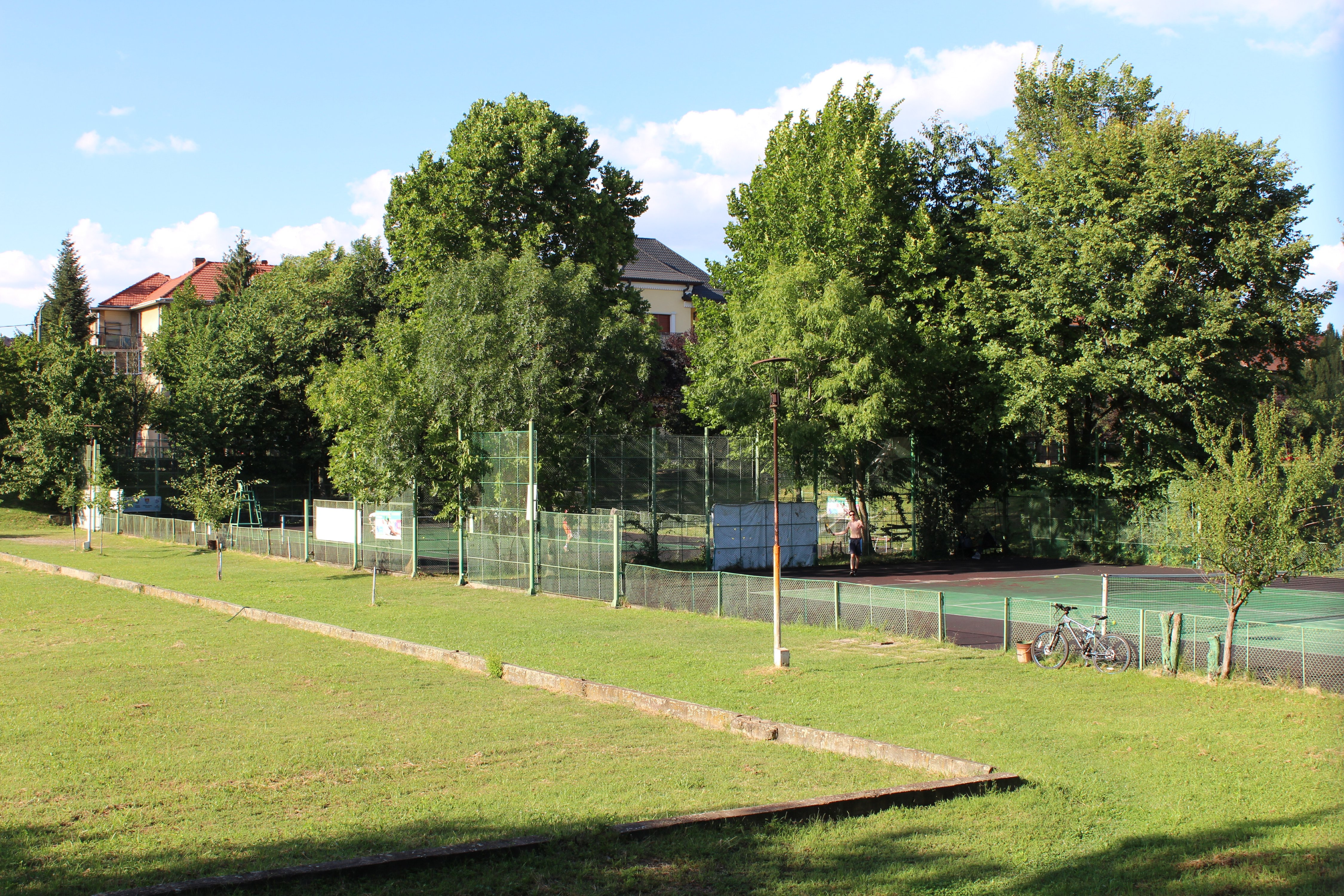
Patinoarul și terenuri de tenis
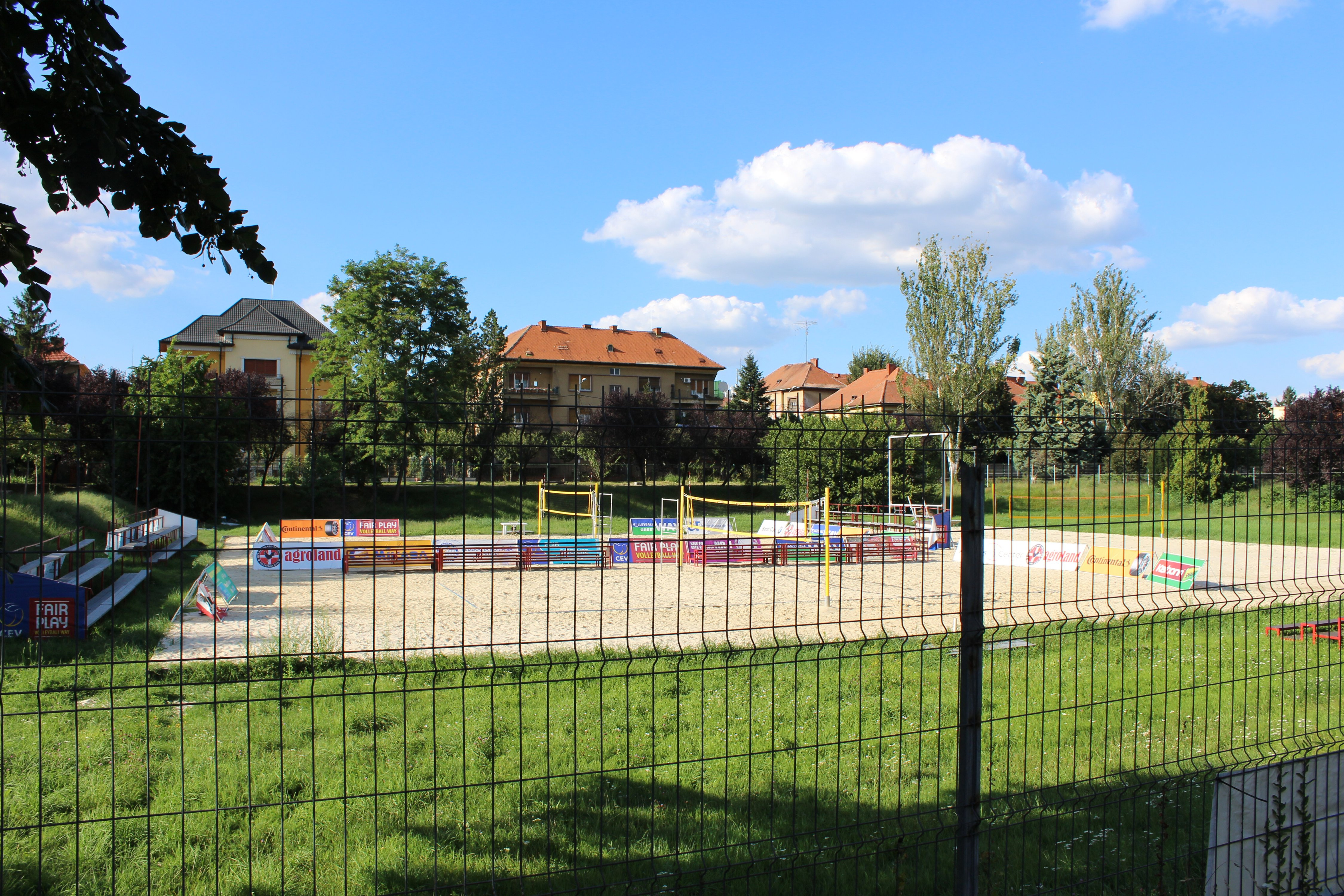
Terenuri de volei pe plajă